# Bhadravati, Karnataka
Bhadravati är en stad i den indiska delstaten Karnataka, och tillhör distriktet Shimoga. Folkmängden uppgick till 151 102 invånare vid folkräkningen 2011.